# عین زانة
عین زانة (به عربی: عین زانة) یک شهرداری در الجزایر است که در استان سوق اهراس واقع شده‌است.